# Børsen
Børsen (en español, "la Bolsa") fue un edificio situado en Slotsholmen, en el centro de Copenhague, Dinamarca. Construido por Cristián IV entre 1619 y 1640 y es la bolsa de valores más antigua de Dinamarca. Es conocido en especial por su chapitel del dragón, con la forma de las colas de cuatro dragones entrelazadas, que alcanzaba una altura de 56 metros, hasta su derrumbe por un incendio el 16 de abril de 2024.

## Historia
Cristián IV tenía la aspiración de convertir a Copenhague en una metrópoli y fortalecer la posición de la ciudad como centro comercial, para lo que quería una bolsa de valores junto con la nueva ciudad de comerciantes Christianshavn que estaba construyendo en el otro lado del puerto. Pidió a Lorentz y Hans van Steenwinckel el Joven que diseñaran un edificio de estilo renacentista holandés con 40 pequeños puestos en la planta baja y una gran sala en la planta superior.
El edificio fue restaurado por Nicolai Eigtved en 1745 y renovado interiormente en 1855. Albergó la bolsa de Dinamarca hasta 1974. En 1918, unos anarquistas desempleados atacaron Børsen, evento que pasó a la historia danesa como «stormen på Børsen» («el asalto de la Bolsa»).
La mañana del 16 de abril de 2024, mientras se llevaban a cabo trabajos de restauración, el edificio sufrió un incendio que causó el colapso de la espiral.

## Galería de imágenes

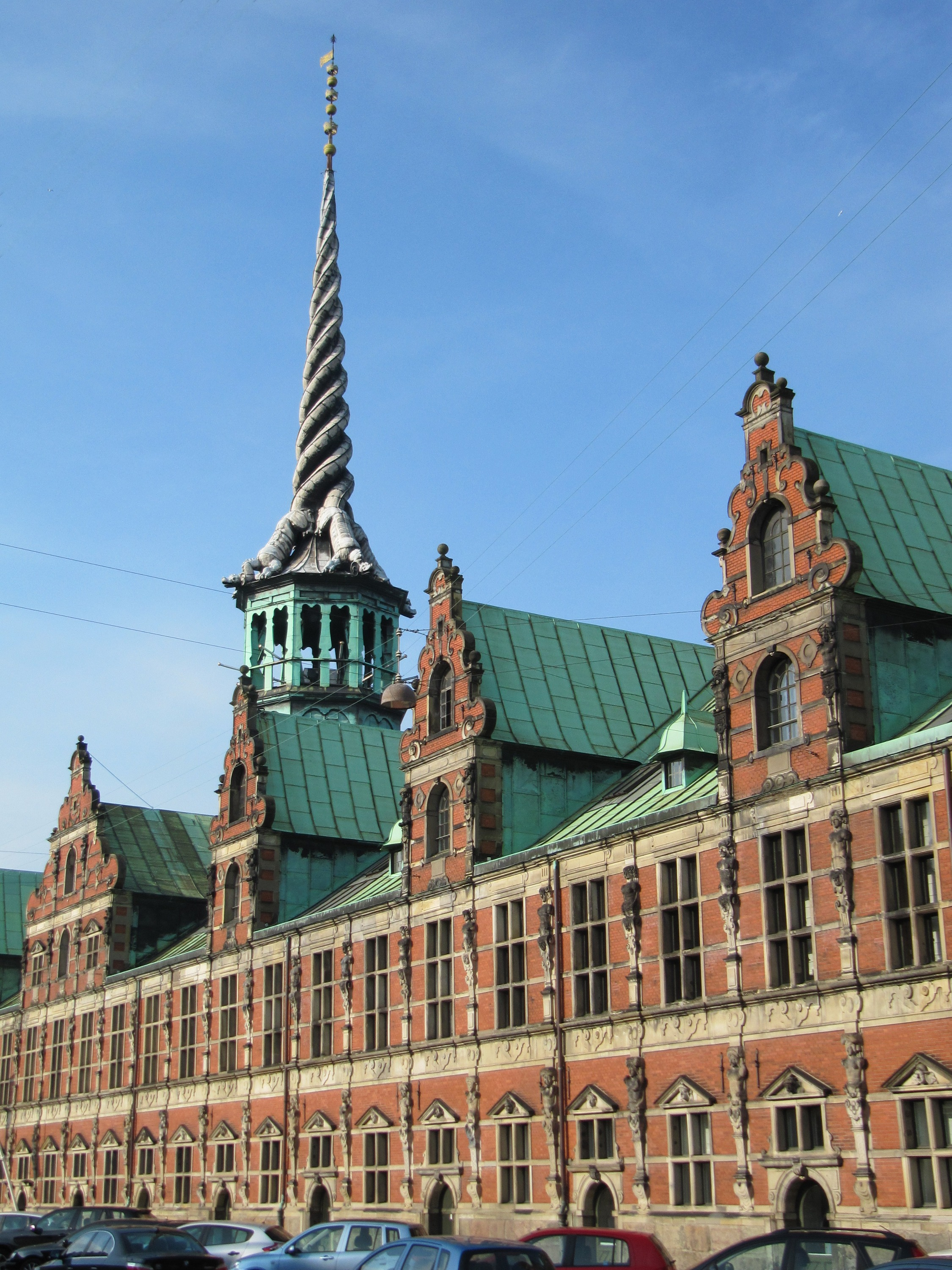
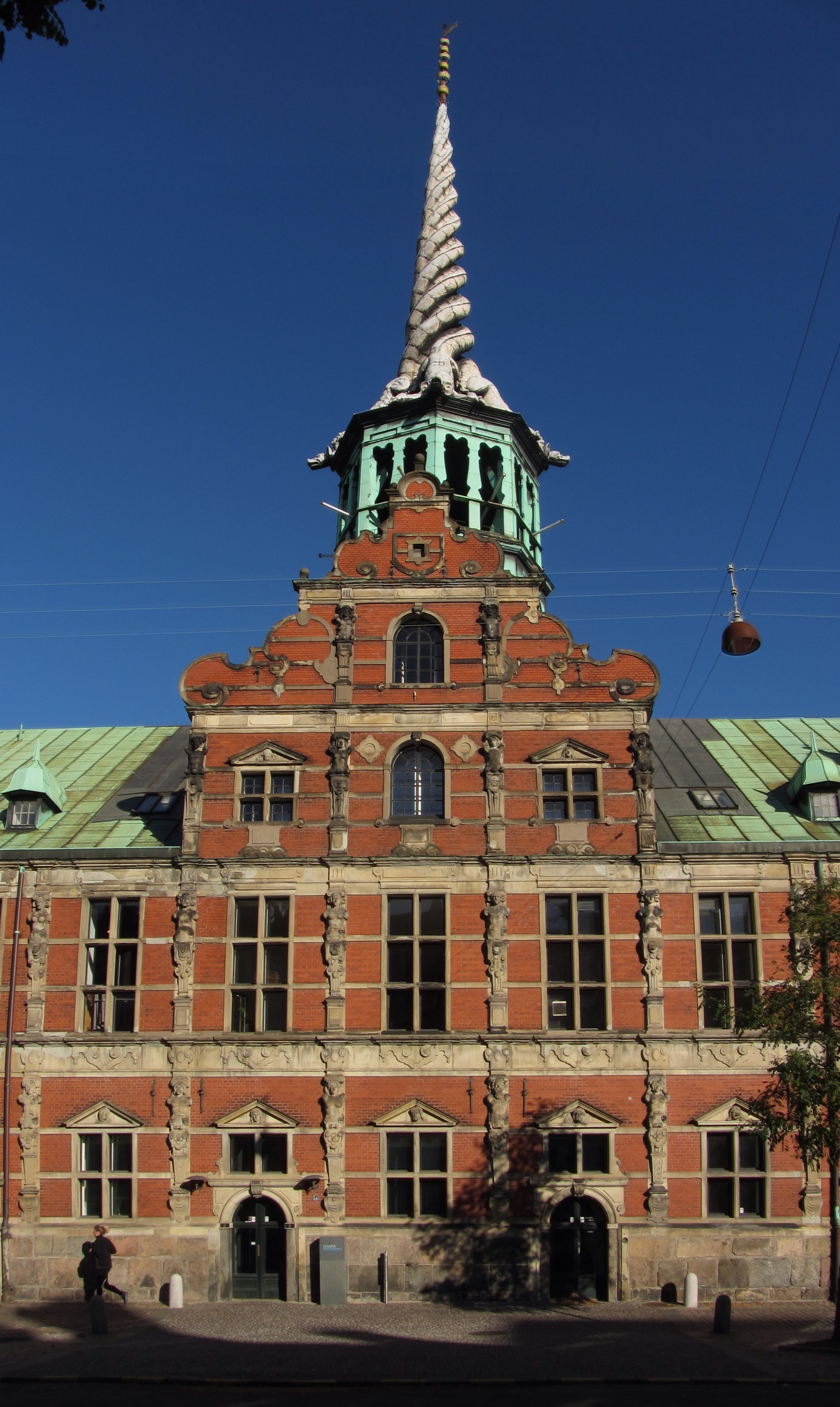
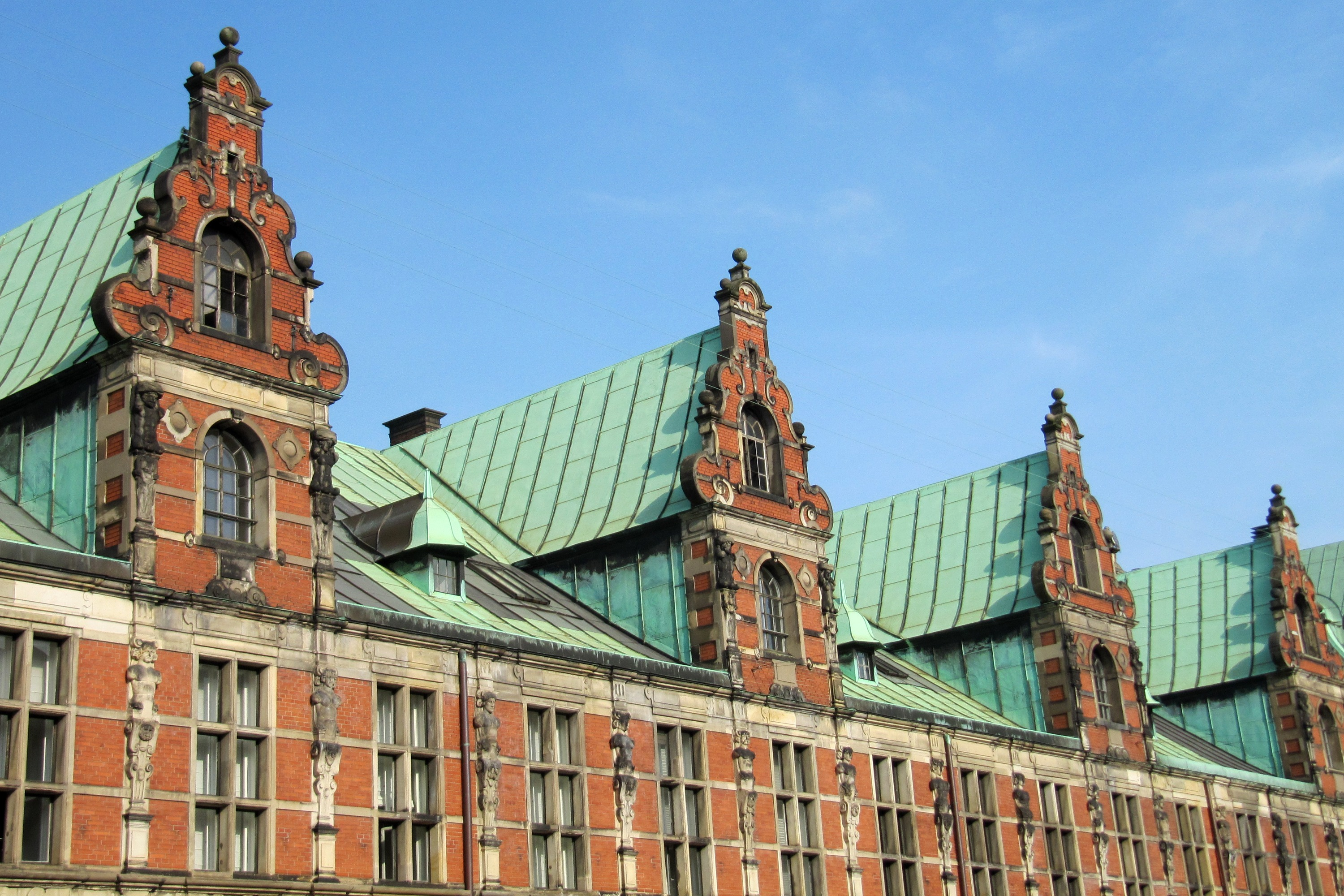
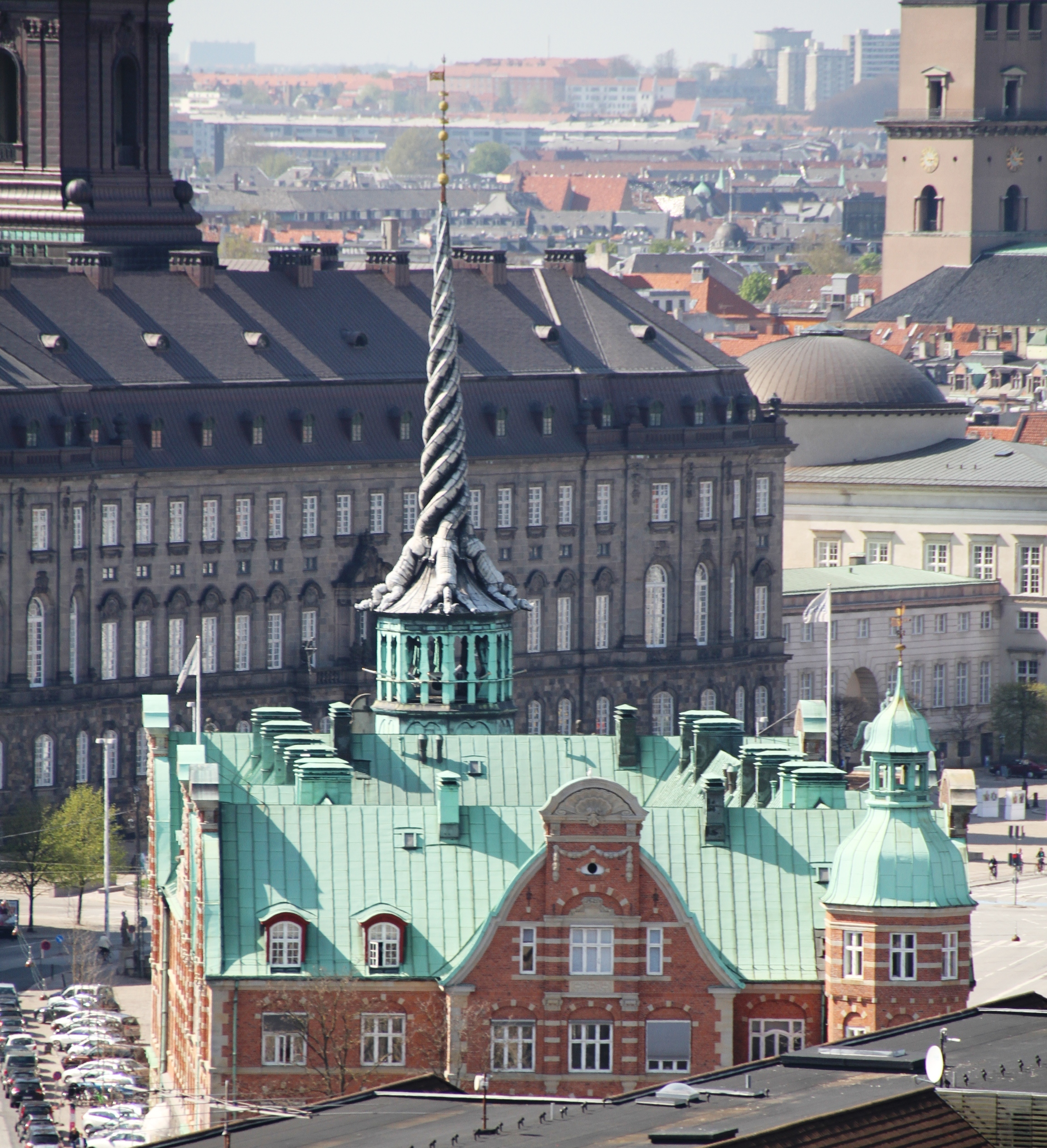